# KkStB 4.0
A kkStB 4.0 sorozat egy poggyászteres mozdonysorozat volt a der k.k. Staatsbahnen-nál (kkStB), melyek eredetileg az k.k. privilegierten Österreichischen Nordwestbahn-tól (ÖNWB) származtak.

## Története
A kilenc poggyászteres mozdonyt 1880-ban a Floridsdorfi Mozdonygyár szállította. Ezek erősebbek voltak, mint a ÖNWB IXa, a IXb sorozatba osztották őket és a 402–410 pályaszámokat kapták. A gőzmozdonyokat főként a Trautenau–Freiheit, Wostroměr–Jičín és a Trautenau–Groß Wossek vonalakon használták.
Az 1909-es államosítás után a még meglévő nyolc gépet a kkStB a 4.0 sorozatba osztotta be.
Az első világháború után még három a Csehszlovák Államvasutakhoz került (ČSD), ahol 1925-től M 112.0 számozást kaptak. Később a Polná-Štoky–Polná město-nál és a Kutná Hora–Sedlec-on használták.1937-ben egy gép tolatómozdonyként szolgált a Grenzbahnhof Polaun/Polubny-on.
A mozdonyokat 1948-ig selejtezték. Múzeumi célra egyet sem őriztek meg.

## Fordítás
Ez a szócikk részben vagy egészben  a   kkStB 4.0 című német Wikipédia-szócikk fordításán alapul.  Az eredeti cikk szerkesztőit annak laptörténete sorolja fel. Ez a jelzés csupán a megfogalmazás eredetét és a szerzői jogokat jelzi, nem szolgál a cikkben szereplő információk forrásmegjelöléseként.